# Aphthona cyparissiae
Aphthona cyparissiae är en skalbaggsart som först beskrevs av Koch 1803.  Aphthona cyparissiae ingår i släktet Aphthona och familjen bladbaggar. Arten har ej påträffats i Sverige. Inga underarter finns listade i Catalogue of Life.